# Звенигородский, Григорий Петрович
Князь Григорий Петрович Звенигородский по прозванию Голова — голова и воевода во времена правления Ивана IV Васильевича Грозного. Рюрикович в XX колене.
Сын князя Петра Васильевича Звенигородского. Имел братьев: Григория Угрима, Василия, Ивана Большого, Фёдора и Ивана Меньшого Петровичей.

## Биография
Числился по Кашину во 2-й статье и пожалован в московское дворянство (1550). Послан годовать воеводой в Свияжск, откуда приказано идти к Казани вторым воеводой левой руки (1552). В походе Государя к Коломне, состоял головою в Царском полку (1555). Второй воевода левой руки на Коломне (1556). Третий воевода в Туле (1557). Первый воевода в Вышгороде (1557). Второй воевода Сторожевого полка в походе к Новгороду и далее к Юрьеву (1557—1558). Второй воевода правой руки в походе из Юрьева к Тарвасу (1562), потом велено его отпустить. По росписи украинного разряда стоял на Туле 1-м воеводою Передового полка (1563). Второй воевода на Великих Луках (1564—1565).
По родословной росписи показан бездетным.

## Критика
При существовании двух родных братьев с одним именем и отчеством — Григория Петровича Большого и Меньшого — невозможно по справкам Разрядных архивов отнести правильно к тому или иному лицу и поэтому всё отнесено к Григорию Петровичу Большому.